# Český med (norma kvality)

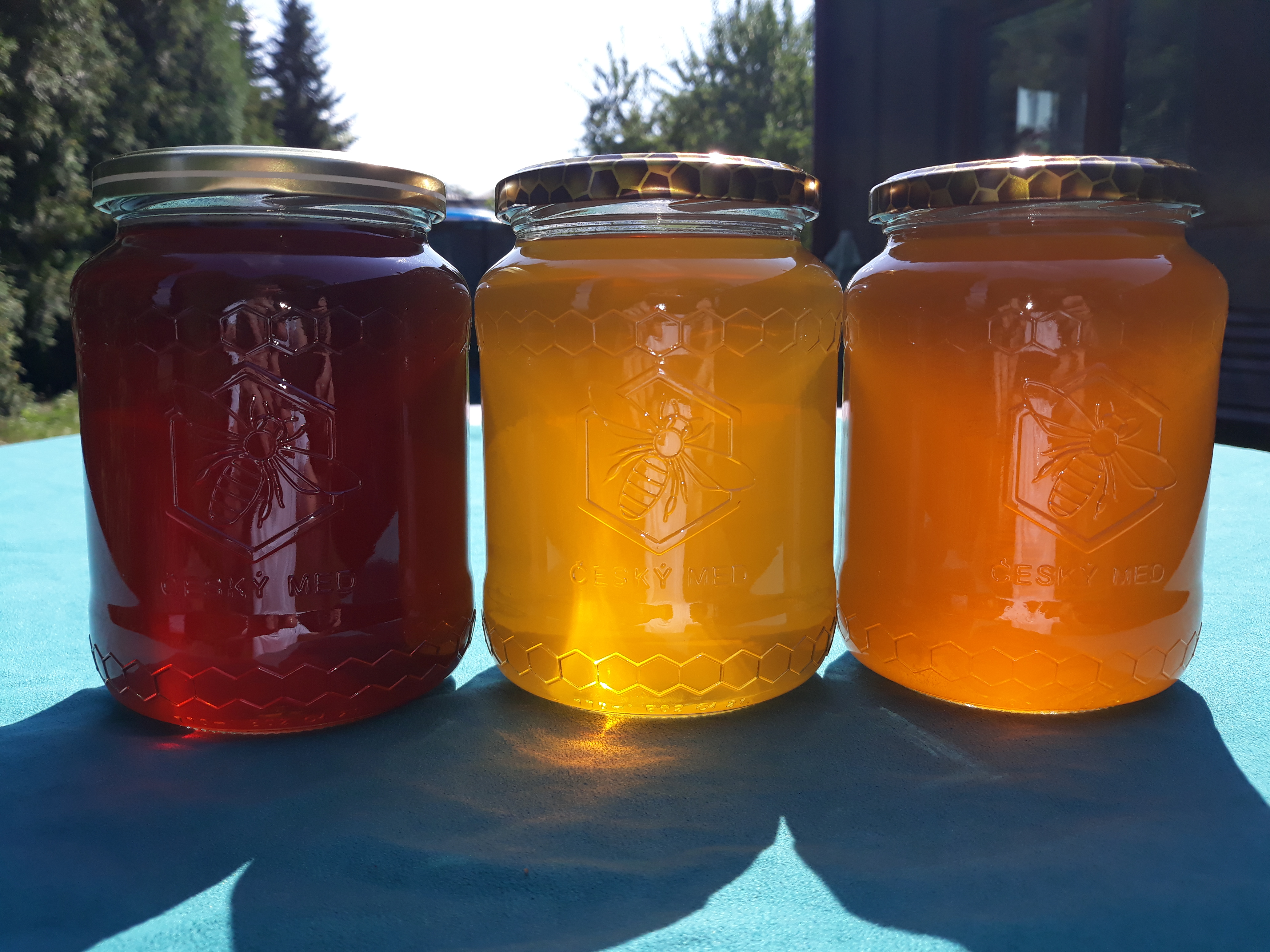
Med-medovicový, lípový, květový

Český med (svazová norma Český med) je norma jakosti č. ČSV 1/1999, kterou vydává Český svaz včelařů pro med produkovaný na území České republiky. Tato norma stanovuje kvalitativní požadavky na med, který je určen pro spotřebitelské balení. Tato norma umožňuje spotřebitelům identifikovat kvalitní med s geografickým původem z Česka. Její dodržování přispívá k ochraně kvality a důvěryhodnosti českého medu.
Zde jsou některé klíčové body této normy:
1.	Pokyny pro získávání a zpracování:
- do medu se nesmí při prvním vytáčení v sezoně dostat v nadměrném množství zimní zpracované cukerné zásoby, popřípadě v průběhu celé sezony zbytky z podněcování včelstev cukrem v bezsnůškovém období;
- medné plásty se odebírají pouze s vyzrálým medem s obsahem vody pod 19%, tj. plásty u květových medů alespoň z jedné třetiny zavíčkované, u kterých při prudkém trhnutí nestříká sladina z nezavíčkované části;
- při zpracování - ztekucování medu neohřívat med na teplotu vyšší než 50 °C ne déle než 24 hodin;
- obsah sacharózy u akátového medu se měří nejdříve po dvou měsících skladování při teplotě 18 - 22 °C.

2.	Technické požadavky:
- obsah vody nejvýše 18% u všech druhů medu ve spotřebitelském balení;
- obsah hydroxymethylfurfuralu nejvýše 20 mg/kg u všech druhů medu;
- obsah sacharózy nejvýše 5% u všech druhů medu.
- med má geografický původ na území České republiky a je bez jakékoli příměsi jiného medu;
- medovicový med lze označit jako ČESKÝ MED, pokud vykazuje kladnou polarizaci před i po inverzi.